# 하쿠산촌 (아이치현)
하쿠산촌(白山村)은 아이치현 아이치군에 설치되었던 촌이다. 현재의 닛신시 동부에 해당한다.